# Sarcophaga regularis
Sarcophaga regularis är en tvåvingeart som beskrevs av Christian Rudolph Wilhelm Wiedemann 1830. Sarcophaga regularis ingår i släktet Sarcophaga och familjen köttflugor. Inga underarter finns listade i Catalogue of Life.